# Ringetone
En ringetone er en samling af lyde, et stykke musik eller blot en kortere melodi, som en telefon afgiver, når der ringes til den. Der er mest fokus på ringetoner inden for mobiltelefoner, da der oftest er større mulighed for variation, selvom også fastnettelefoner kan have forskellige ringetoner. I slutningen af 1990'erne havde ejeren af en mobiltelefon mulighed for en unik indstilling af ringetonen. Mobiltelefonproducenten Nokia var en af de første fabrikater, der havde lavet deres mobiltelefoner således, at man kunne modtage ringetoner fra andre brugere. Dette førte til forskellige bestillingstjenester, der kunne sende ringetoner via SMS. Med tiden blev der udviklet forskellige former for ringetoner. De første ældre mobiltelefoner havde Mono-ringetoner, som kun havde et lag med lyd.

## Typer
I dag inddeler man ringetoner i tre forskellige typer.
- Mono: lyd med et lag.
- Polyfoniske ringetoner: lyd med flere lag.
- Real: MP3 eller Wav-filer som er ægte indspillet musik og ikke databaseret.

I begyndelsen af året 2000 var alle Java-baserede mobiltelefoner i stand til at modtage ringetoner.